# ۱۲۴۶ (قمری)
۱۲۴۶ (قمری)، هزار و دویست و چهل و ششمین سال در گاهشماری هجری قمری است. اوّل محرم این سال برابر با بیست و دوم ژوئن سال ۱۸۳۰ میلادی بوده است.

## وابسته
- سید یوسف خراسانی